# Holcaeus breviusculus
Holcaeus breviusculus är en stekelart som först beskrevs av Thomson 1878.  Holcaeus breviusculus ingår i släktet Holcaeus och familjen puppglanssteklar. Arten är reproducerande i Sverige. Inga underarter finns listade i Catalogue of Life.